# RailRiders de Scranton/Wilkes-Barre
Les RailRiders de Scranton/Wilkes-Barre (en anglais : Scranton/Wilkes-Barre RailRiders) sont une équipe de ligue mineure de baseball basée à Moosic (Pennsylvanie). Affiliés aux Yankees de New York de la Ligue majeure de baseball, les RailRiders jouent au niveau Triple-A en Ligue internationale. Nommés les Yankees de Scranton/Wilkes-Barre de 2007 à 2012, l'équipe adopte le nom de RailRiders pour la saison 2013.

## Histoire

Ancien logo des Yankees

Fondée en 1989 sous le nom de Scranton/Wilkes-Barre Red Barons à la suite du transfert à Moosic des Maine Guides, l'équipe évolue au stade PNC Field (10 982 places). L'équipe adopte son nouveau surnom des Yankees en 2006 à la suite de son affiliation avec la franchise new-yorkaise du même nom. Entre 1989 et septembre 2006, les Red Barons étaient affiliés aux Phillies de Philadelphie.
Vice-champion de l'International League en 1992, 2000 et 2001, les Yankees remportent le titre en 2008 en s'imposant en finale contre les Bulls de Durham par trois victoires à une.

## Palmarès
- Champion de l'International League : 2008
- Vice-champion de l'International League : 1992, 2000, 2001 et 2009